# Аст, Георг Антон Фридрих
Георг Антон Фридрих Аст (нем. Georg Anton Friedrich Ast; 29 декабря 1778, Гота — 31 декабря 1841, Мюнхен) — немецкий филолог, философ

 и историк философии; последователь Ф. В. Й. Шеллинга.

## Биография
Родился в Готе. Был доцентом филологии и философии в Йенском университете. Позднее стал профессором филологии в Ландсгуте, затем в Мюнхене. Член Баварской академии наук. Писал работы по филологии, философии, эстетике, истории философии. В дальнейшем сосредоточился на изучении философии Платона. Издал собрание сочинений Платона в 11 томах c латинским переводом и обширными комментариями (Лейпциг, 1819—1832). Работы Ф. Аста пользовались популярностью в России; на них опирались А. И. Галич, А. Ф. Хламов, И. Я. Кронеберг.
Георг Антон Фридрих Аст скончался 31 декабря 1841 года в городе Мюнхене.

## Сочинения
- Handbuch der Ästetik. — 1805.
- Grundriss der Philologie. — Landshut, 1808.
- Grundriss einer Geschichte der Philosophie. — 1807. 2-е изд., 1825.
- Platonis Leges et Platonis Leges et Epinomis, emendavit et perpetua adnotatione illustr. F. Astius (1814)
- Platon’s Leben und Schriften. — Leipzig, 1816.
- Lexikon Platonicum, 1834—1839. 3 Bde. — 550 pp.; Bonnae, 1951²
- Введение в историю // Московский вестник. — 1829. — Ч. 3.
- Обозрение истории философии. Пер. с нем. Вершинского. — СПб., 1831.- 77 с.
- Основное начертание эстетики Московский вестник, 1829. Ч.4.